# 基尔斯滕·埃梅尔曼
基尔斯滕·埃梅尔曼（德語：Kirsten Emmelmann，1961年4月19日—），德国女子田径运动员，主攻400米短跑。她曾代表东德参加1988年夏季奥林匹克运动会田径比赛，获得女子4×400米接力铜牌。